# Trizeal
Trizeal (トライジール) est un jeu vidéo shoot 'em up à scrolling vertical développé et édité par Triangle Service sorti en 2004 sur borne d'arcade (Naomi). Le jeu a été ensuite adapté sur Dreamcast en 2005 et PlayStation 2 en 2006.